# Athlétisme aux Jeux africains de 1987
Navigation
Alger 1978 Le Caire 1991
Les compétitions d'athlétisme des 4es Jeux africains ont eu lieu à Nairobi au Kenya en 1987.

## Faits marquants
Les Jeux  démarrent de manière problématique pour les épreuves d'athlétisme ;  les équipements tels que les disques, les javelots, les marteaux ou encore les perches offertes par la Chine aux organisateurs ne sont pas homologués par l'IAAF ; les délégations sont alors invitées à apporter leurs propres matériels.

## Résultats

### Hommes
| Épreuve | Or                                                                           | Or              | Argent                                                         | Argent          | Bronze                                                                                  | Bronze          |
| --- | ---------------------------------------------------------------------------- | --------------- | -------------------------------------------------------------- | --------------- | --------------------------------------------------------------------------------------- | --------------- |
| 100 m | Chidi Imoh Nigeria                                                           | 10 s 10 (w)     | Eric Akogyiram Ghana                                           | 10 s 32 (w)     | Charles-Louis Seck Sénégal                                                              | 10 s 33 (w)     |
| 200 m | Simeon Kipkemboi Kenya                                                       | 20 s 90         | John Myles-Mills Ghana                                         | 20 s 94         | Eseme Ikpoto Nigeria                                                                    | 21 s 01         |
| 400 m | Innocent Egbunike Nigeria                                                    | 44 s 23         | David Kitur Kenya                                              | 44 s 93         | Moses Ugbisie Nigeria                                                                   | 45 s 35         |
| 800 m | Billy Konchellah Kenya                                                       | 1 min 45 s 99   | Stephen Marai Kenya                                            | 1 min 46 s 64   | Dieudonné Kwizera Burundi                                                               | 1 min 46 s 69   |
| 1 500 m | Sisa Kirati Kenya                                                            | 3 min 39 s 40   | Wilfred Kirochi Kenya                                          | 3 min 39 s 66   | Joseph Chesire Kenya                                                                    | 3 min 39 s 84   |
| 5 000 m | John Ngugi Kenya                                                             | 13 min 31 s 87  | Paul Kipkoech Kenya                                            | 13 min 36 s 32  | Peter Koech Kenya                                                                       | 13 min 44 s 94  |
| 10 000 m | Paul Kipkoech Kenya                                                          | 28 min 34 s 77  | Abebe Mekonnen Éthiopie                                        | 28 min 58 s 70  | Some Muge Kenya                                                                         | 28 min 59 s 96  |
| Marathon | Belayneh Dinsamo Éthiopie                                                    | 2 h 14 min 47 s | Dereje Nedi Éthiopie                                           | 2 h 15 min 27 s | Kebede Balcha Éthiopie                                                                  | 2 h 16 min 07 s |
| 3 000 m steeple | Patrick Sang Kenya                                                           | 8 min 33 s 69   | Joshua Kipkemboi Kenya                                         | 8 min 45 s 94   | Astère Havugiyarémye Burundi                                                            | 8 min 57 s 19   |
| 110 m haies | Judex Lefou Maurice                                                          | 14 s 11         | Gideon Yego Kenya                                              | 14 s 24         | René Djédjémel Mélédjé Côte d'Ivoire                                                    | 14 s 30         |
| 400 m haies | Amadou Dia Bâ Sénégal                                                        | 48 s 03         | Shem Ochako Kenya                                              | 48 s 97         | Henry Amike Nigeria                                                                     | 49 s 08         |
| Saut en hauteur | Othmane Belfaa Algérie                                                       | 2,19 m          | Asmir Okoro Nigeria                                            | 2,16 m          | Paul Ngadjadoum Tchad                                                                   | 2,16 m          |
| Saut à la perche | Choukri Abahnini Tunisie                                                     | 4,85 m          | Abdelatif Chekir Tunisie                                       | 4,75 m          | Sami Si Mohamed Algérie                                                                 | 4,70 m          |
| Saut en longueur | Paul Emordi Nigeria                                                          | 8,23 m          | Yusuf Alli Nigeria                                             | 8,18 m (w)      | Joseph Kio Nigeria                                                                      | 7,96 m          |
| Triple saut | Francis Dodoo Ghana                                                          | 17,12 m         | Joseph Taiwo Nigeria                                           | 16,90 m (w)     | Toussaint Rabenala Madagascar                                                           | 16,35 m         |
| Lancer du poids | Adewale Olukoju Nigeria                                                      | 18,13 m         | Martin Mélagne Côte d'Ivoire                                   | 17,89 m NR      | Ahmed Mohamed Ashoush Égypte                                                            | 17,85 m         |
| Lancer du disque | Adewale Olukoju Nigeria                                                      | 56,50 m         | Mohamed Naguib Hamed Égypte                                    | 56,08 m         | Hassan Ahmed Hamad Égypte                                                               | 55,84 m         |
| Lancer du marteau | Hakim Toumi Algérie                                                          | 70,10 m         | Yacine Louail Algérie                                          | 63,66 m         | Ahmed Ibrahim Taha Égypte                                                               | 57,52 m         |
| Lancer du javelot | Justin Arop Ouganda                                                          | 73,42 m         | Zakayo Malekwa Tanzanie                                        | 72,32 m         | George Odera Kenya                                                                      | 71,30 m         |
| Décathlon | Ahmed Mahour Bacha Algérie                                                   | 7104 pts        | Mbanefo Akpom Nigeria                                          | 6979 pts        | Geoffrey Seurey Kenya                                                                   | 6918 pts        |
| 20 km marche | Shemsu Hassan Éthiopie                                                       | 1 h 35 min 57 s | William Sawe Kenya                                             | 1 h 42 min 30 s | Mutisya Kilonzo Kenya                                                                   | 1 h 43 min 04 s |
| 4 × 100 m | Nigeria Augustine Olobia Patrick Nwankwo Iziak Adeyanju Chidi Imoh           | 39 s 06         | Kenya Elkana Nyangau Erick Keter Simon Kipkemboi John Shivanda | 39 s 64         | Sénégal Hamidou Diawara Amadou Mbaye Charles-Louis Seck Mamadou Sene Joseph Diaz        | 39 s 70         |
| 4 × 400 m | Nigeria Moses Ugbisie Joseph Falaye Henry Amike Innocent Egbunike John Okoye | 3 min 00 s 55   | Kenya John Anzrah Elijah Bitok Tito Sawe David Kitur           | 3 min 01 s 00   | Burundi Pierre-Claver Nyabenda Cyprien Rugerinyange Aloyse Nsazurwimo Dieudonné Kwizera | 3 min 06 s 91   |
| Records et Performances - AR : Record continental (area record) - CR : Record des championnats (championship record) - MR : Record du meeting (meet record) - NR : Record national (national record) - OR : Record olympique (olympic record) - PR : Record paralympique (paralympic record) - PB : Record personnel (personal best) - SB : Meilleure performance personnelle de la saison (season's best) - WL : Meilleure performance mondiale de l'année (world leader) - WJR : Record du monde junior (world junior record) - WR : Record du monde (world record) Circonstances et Conditions - DNF : N'a pas terminé (did not finish) - DNS : N'a pas pris le départ (did not start) - DQ : Disqualification (disqualification) - NM : Aucun essai valable enregistré (No Mark) - Q : Qualifié « directement » au prochain tour (ou à la prochaine compétition), lors d'une compétition majeure, grâce au classement ou à la réalisation des minima (automatic qualifier) - q : Qualifié au prochain tour (ou à la prochaine compétition), lors d'une compétition majeure, grâce au repêchage ou à la réalisation de l'une des meilleures performances parmi celles des « non qualifiés directement » (grâce au meilleur temps ou à la meilleure distance par exemple) (secondary qualifier) |                                                                              |                 |                                                                |                 |                                                                                         |                 |

### Femmes
| ÉEpreuve | Or                                                                 | Or                 | Argent                                                                        | Argent             | Bronze                                                            | Bronze             |
| --- | ------------------------------------------------------------------ | ------------------ | ----------------------------------------------------------------------------- | ------------------ | ----------------------------------------------------------------- | ------------------ |
| 100 m | Tina Iheagwam Nigeria                                              | 11 s 32            | Falilat Ogunkoya Nigeria                                                      | 11 s 43            | Mary Onyali Nigeria                                               | 11 s 47            |
| 200 m | Mary Onyali Nigeria                                                | 22 s 66            | Falilat Ogunkoya Nigeria                                                      | 22 s 95            | Tina Iheagwam Nigeria                                             | 23 s 56            |
| 400 m | Francisca Chepkurui Kenya                                          | 51 s 99            | Geraldine Shitandayi Kenya                                                    | 52 s 07            | Mercy Addy Ghana                                                  | 52 s 35            |
| 800 m | Selina Chirchir Kenya                                              | 2 min 03 s 22      | Florence Wanjiru Kenya                                                        | 2 min 03 s 77      | Mary Chemweno Kenya                                               | 2 min 04 s 34      |
| 1500 m | Selina Chirchir Kenya                                              | 4 min 13 s 91      | Susan Sirma Kenya                                                             | 4 min 14 s 12      | Evelyn Adiru Ouganda                                              | 4 min 17 s 87      |
| 3 000 m | Susan Sirma Kenya                                                  | 9 min 19 s 20      | Hellen Kimaiyo Kenya                                                          | 9 min 21 s 50      | Nata Nangae Tanzanie                                              | 9 min 31 s 17      |
| 10 000 m | Leah Malot Kenya                                                   | 33 min 58 s 15     | Marcianne Mukamurenzi Rwanda                                                  | 33 min 58 s 55     | Mary Kirui Kenya                                                  | 34 min 12 s 21     |
| 100 m haies | Maria Usifo Nigeria                                                | 13 s 29            | Dinah Yankey Ghana                                                            | 13 s 73            | Nacèra Zaaboub Algérie                                            | 13 s 80            |
| 400 m haies | Maria Usifo Nigeria                                                | 55 s 72            | Rose Tata-Muya Kenya                                                          | 55 s 94            | Zewde Haile Mariam Éthiopie                                       | 57 s 60 NR         |
| Saut en hauteur | Awa Dioum-Ndiaye Sénégal                                           | 1,80 m             | Nacèra Zaaboub Algérie                                                        | 1,78 m             | Constance Senghor Sénégal                                         | 1,73 m             |
| Saut en longueur | Beatrice Utondu Nigeria                                            | 6,45 m             | Comfort Igeh Nigeria                                                          | 6,19 m             | Albertine Koutouan Côte d'Ivoire                                  | 6,05 m             |
| Lancer du poids | Elizabeth Olaba Kenya                                              | 15,30 m            | Aïcha Dahmous Algérie                                                         | 13,84 m            | Martha Atieno Kenya                                               | 12,81 m            |
| Lancer du disque | Jeanne Ngo Minyemeck Cameroun                                      | 46,20 m            | Hanan Ahmed Khaled Égypte                                                     | 45,12 m            | Aïcha Dahmous Algérie                                             | 44,80 m            |
| Lancer du javelot | Samia Djémaa Algérie                                               | 53,30 m            | Seraphina Nyauma Kenya                                                        | 51,60 m            | Matilda Kisava Tanzanie                                           | 47,02 m            |
| Heptathlon | Yasmina Azzizi Algérie                                             | 5663 pts           | Nacèra Zaaboub Algérie                                                        | 5565 pts           | Frida Kiptala Kenya                                               | 4939 pts           |
| 5 000 m marche | Agnetha Chelimo Kenya                                              | 25 min 38 s 91     | Valeria Ndaliro Kenya                                                         | 25 min 41 s 15     | Monica Akoth Kenya                                                | 26 min 03 s 35     |
| 4 × 100 m | Nigeria Beatrice Utondu Tina Iheagwam Mary Onyali Falilat Ogunkoya | 43 s 44            | Ghana Mercy Addy Martha Appiah Cynthia Quartey Dinah Yankey                   | 44 s 43            | Kenya Geraldine Shitandayi Ruth Waithera Esther Kavaya Jane Wanja | 45 s 24 NR         |
| 4 × 400 m | Nigeria Maria Usifo Airat Bakare Falilat Ogunkoya Mary Onyali      | 3 min 27 s 08 A NR | Kenya Geraldine Shitandayi Florence Wanjiru Esther Kavaya Francesca Chepkurui | 3 min 28 s 94 A NR | Ouganda Farida Kyakutema Evelyn Adiru Edith Nakiyingi Grace Buzu  | 3 min 34 s 41 A NR |
| Records et Performances - AR : Record continental (area record) - CR : Record des championnats (championship record) - MR : Record du meeting (meet record) - NR : Record national (national record) - OR : Record olympique (olympic record) - PR : Record paralympique (paralympic record) - PB : Record personnel (personal best) - SB : Meilleure performance personnelle de la saison (season's best) - WL : Meilleure performance mondiale de l'année (world leader) - WJR : Record du monde junior (world junior record) - WR : Record du monde (world record) Circonstances et Conditions - DNF : N'a pas terminé (did not finish) - DNS : N'a pas pris le départ (did not start) - DQ : Disqualification (disqualification) - NM : Aucun essai valable enregistré (No Mark) - Q : Qualifié « directement » au prochain tour (ou à la prochaine compétition), lors d'une compétition majeure, grâce au classement ou à la réalisation des minima (automatic qualifier) - q : Qualifié au prochain tour (ou à la prochaine compétition), lors d'une compétition majeure, grâce au repêchage ou à la réalisation de l'une des meilleures performances parmi celles des « non qualifiés directement » (grâce au meilleur temps ou à la meilleure distance par exemple) (secondary qualifier) |                                                                    |                    |                                                                               |                    |                                                                   |                    |

## Tableau des médailles
| Rang | Nation        | Or | Argent | Bronze | Total |
| ---- | ------------- | -- | ------ | ------ | ----- |
| 1    | Nigeria       | 14 | 7      | 6      | 27    |
| 2    | Kenya         | 13 | 18     | 12     | 43    |
| 3    | Algérie       | 5  | 4      | 3      | 12    |
| 4    | Éthiopie      | 2  | 2      | 2      | 6     |
| 5    | Sénégal       | 2  | 0      | 3      | 5     |
| 6    | Ghana         | 1  | 4      | 1      | 6     |
| 7    | Tunisie       | 1  | 1      | 0      | 2     |
| 8    | Ouganda       | 1  | 0      | 2      | 3     |
| 9    | Cameroun      | 1  | 0      | 0      | 1     |
| 9    | Maurice       | 1  | 0      | 0      | 1     |
| 11   | Égypte        | 0  | 2      | 3      | 5     |
| 12   | Côte d'Ivoire | 0  | 1      | 2      | 3     |
| 12   | Tanzanie      | 0  | 1      | 2      | 3     |
| 14   | Rwanda        | 0  | 1      | 0      | 1     |
| 15   | Burundi       | 0  | 0      | 3      | 3     |
| 16   | Tchad         | 0  | 0      | 1      | 1     |
| 16   | Madagascar    | 0  | 0      | 1      | 1     |